# Перкович, Мауро
Мауро Перкович (хорв. Mauro Perković; родился 22 марта 2003) — хорватский футболист, защитник клуба «Краковия».

## Клубная карьера
Воспитанник футбольной академии клуба «Истра 1961». В основном составе клуба дебютировал 27 января 2021 года, выйдя в стартовом составе в матче Первой хорватской футбольной лиги против «Риеки». 18 сентября 2021 года забил свой первый гол за «Истру» в матче против клуба «Славен Белупо».

## Карьера в сборной
Выступал за сборные Хорватии до 16, до 19 лет и до 21 года.